# Richard Pound

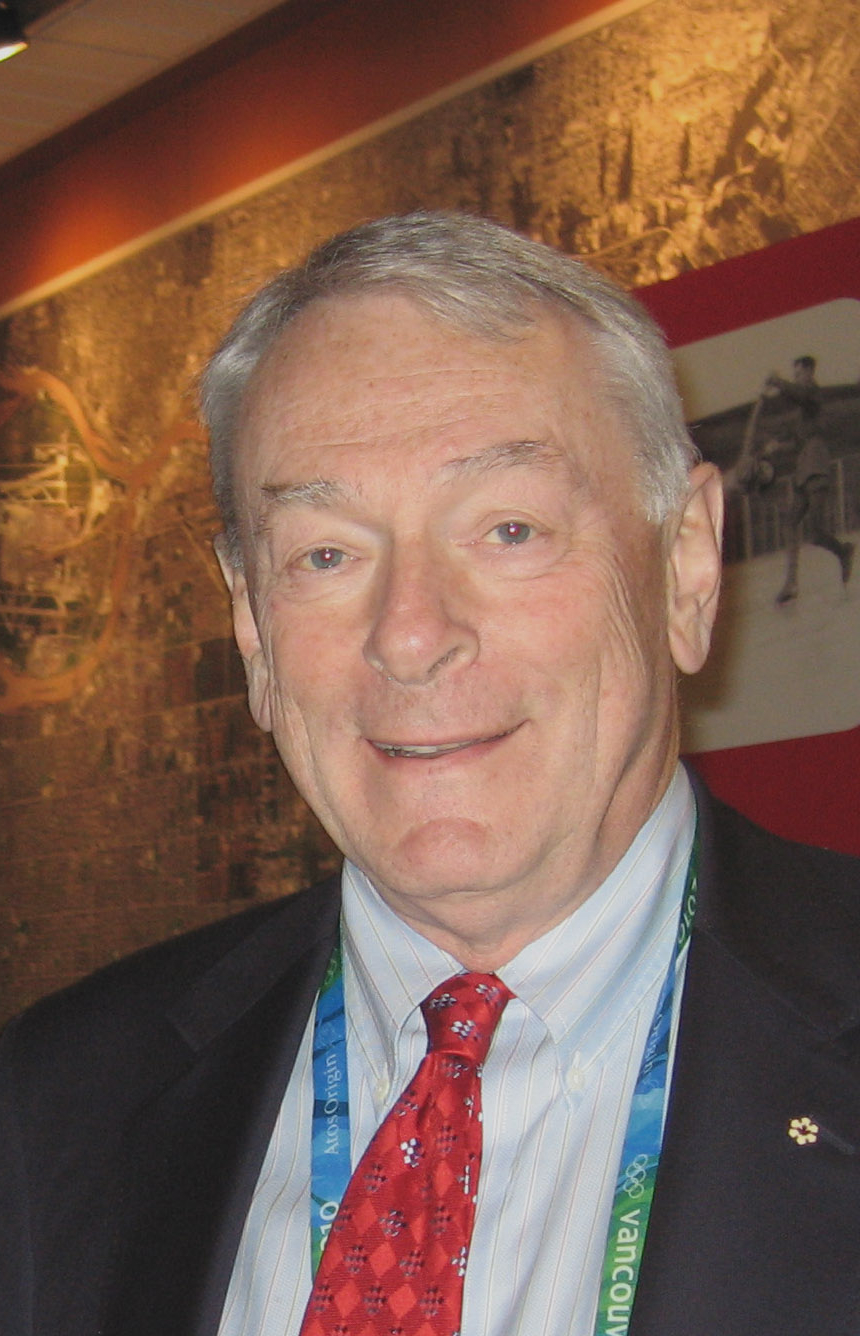
Richard Pound (2010)

Richard William Duncan „Dick“ Pound, CC, OQ (* 22. März 1942 in St. Catharines, Ontario, Kanada) ist ein kanadischer Jurist, Autor und ehemaliger Vorsitzender der Welt-Antidoping-Agentur (WADA) sowie ehemaliger Vizepräsident des Internationalen Olympischen Komitees (IOC). Außerdem war Pound Schwimmer der kanadischen Schwimmauswahl und wurde bei den Olympischen Sommerspielen 1960 Sechster im 100-m-Freistilfinale. Zudem war Richard Pound von 1999 bis 2009 Chancellor an der McGill-Universität in Montreal.

## Sportliche Karriere
Bei den Olympischen Spielen 1960 in Rom erreichte Pound als Teilnehmer der kanadischen Schwimmauswahl den sechsten Platz im 100-m-Freistilfinale und wurde in der Staffel Vierter. Zwei Jahre später gewann Pound das 110-Yards-Freistilfinale der British Empire and Commonwealth Games in Perth und wurde Zweiter in der Staffel über 4 × 110 Yards und 4 × 220 Yards.
1964 verpasste Pound die Möglichkeit zur Teilnahme an den Olympischen Spielen in Tokio und beendete wenig später seine aktive Karriere als Schwimmer.

## Wirken als Sportfunktionär
1968 wurde er Exekutivmitglied des Kanadischen Olympischen Komitees, ein Jahr später dessen Generalsekretär, und von 1977 bis 1982 war er Präsident.
Für die Olympischen Sommerspiele 1972 in München war Pound als stellvertretender Missionschef der kanadischen Delegation tätig. Er war Direktor und Exekutivmitglied des Organisationskomitees für die Olympischen Winterspiele 1988 in Calgary und Direktor des kanadischen Bieterkomitees für die Ausrichtung der Winterspiele 2010 in Vancouver.
1978 wurde Pound zum Mitglied des IOC gewählt und ist seitdem mit der Aushandlung von Fernseh- und Werbeverträgen betraut. Innerhalb des IOC bekleidete Pound verschiedene Positionen. Von 1987 bis 1991 und von 1996 bis 2000 war er Vizepräsident und von 1983 bis 1991 und 1992 bis 1996 Vorstandsmitglied des IOC. Bei den Spielen in Seoul 1988 war er als Rechtsanwalt Verteidiger von Ben Johnson.
2001 kandidierte Pound, nach dem Ausscheiden Juan Antonio Samaranchs, für die IOC-Präsidentschaft. Er unterlag dabei gegen Jacques Rogge, der die Wahl gewann, und Kim Un-Yong, der 2002 wegen Verwicklung in den Korruptionsskandals um die Winterspiele 2002 in Salt Lake City von Südkorea strafrechtlich belangt wurde.
Als Gegner des Dopings im Sport wurde Pound 1999 zum ersten Präsidenten der Welt-Antidoping-Agentur (WADA) gewählt und behielt dieses Amt bis 2007.
Er leitete die unabhängige Kommission, die ab Dezember 2014 im Auftrag der WADA den Dopingskandal in der russischen Leichtathletik untersuchte und im November 2015 ihren ersten Teilbericht präsentierte, in dem der Ausschluss des russischen Verbandes von internationalen Wettkämpfen empfohlen wurde.

## Auszeichnungen
Pound erhielt 1988 die Ehrendoktorwürde der United States Sports Academy in Daphne. 1992 wurde er als Offizier des Order of Canada ausgezeichnet, im Jahr darauf als Offizier des Ordre national du Québec. 1996 wurde ihm der Kanadische Olympia-Orden in Gold verliehen. 1998 verlieh ihm die japanische Regierung den Orden des Heiligen Schatzes der 5. Klasse (Stern in Gold und Silber). 2002 bekam er die Goldmedaille der Internationalen Schwimm Hall of Fame verliehen. 2008 wurde er für seine Arbeit für die WADA mit dem Laureus Spirit of Sport Award ausgezeichnet.

## Veröffentlichungen
Neben seinen Tätigkeiten als IOC-Mitglied ist Pound als ausgebildeter Jurist Autor diverser Bücher.
- Rocke Robertson Surgeon and Shepherd of Change. Mcgill Queens Univ Pr, 2008, ISBN 978-0-7735-3374-5.
- Unlucky to the End: The Story of Janise Marie Gamble. Mcgill Queens Univ Pr, 2007, ISBN 978-0-7735-3300-4.
- Inside Dope: How Drugs Are the Biggest Threat to Sports, Why You Should Care, and What Can Be Done about Them. Wiley & Sons, 2006, ISBN 978-0-470-83733-7.
- Inside the Olympics: A Behind-the-scenes Look at the Politics, the Scandals, and the Glory of the Games. Wiley & Sons, 2004, ISBN 978-0-470-83454-1.
- High Impact Quotations. Fitzhenry & Whiteside, 2004, ISBN 978-1-55041-847-7.
- Fitzhenry & Whiteside Book of Canadian Facts and Dates. 3. Auflage. Fitzhenry & Whiteside, 2004, ISBN 978-1-55041-171-3.
- Five Rings Over Korea: The Secret Negotiations Behind the 1988 Olympic Games in Seoul. Little Brown & Co (T), 1994, ISBN 978-0-316-71507-2.
- Chief Justice W. R. Jackett: By the Law of the Land. Mcgill Queens Univ Pr, 1999, ISBN 978-0-7735-1898-8.
- Stikeman Elliott: The First Fifty Years. Mcgill Queens Univ Pr, 2003, ISBN 978-0-7735-2411-8.
- Stikeman Income Tax Act. 44. Auflage. Carswell Legal Pubns, 2008, ISBN 978-0-7798-1717-7.